# Schokbeton

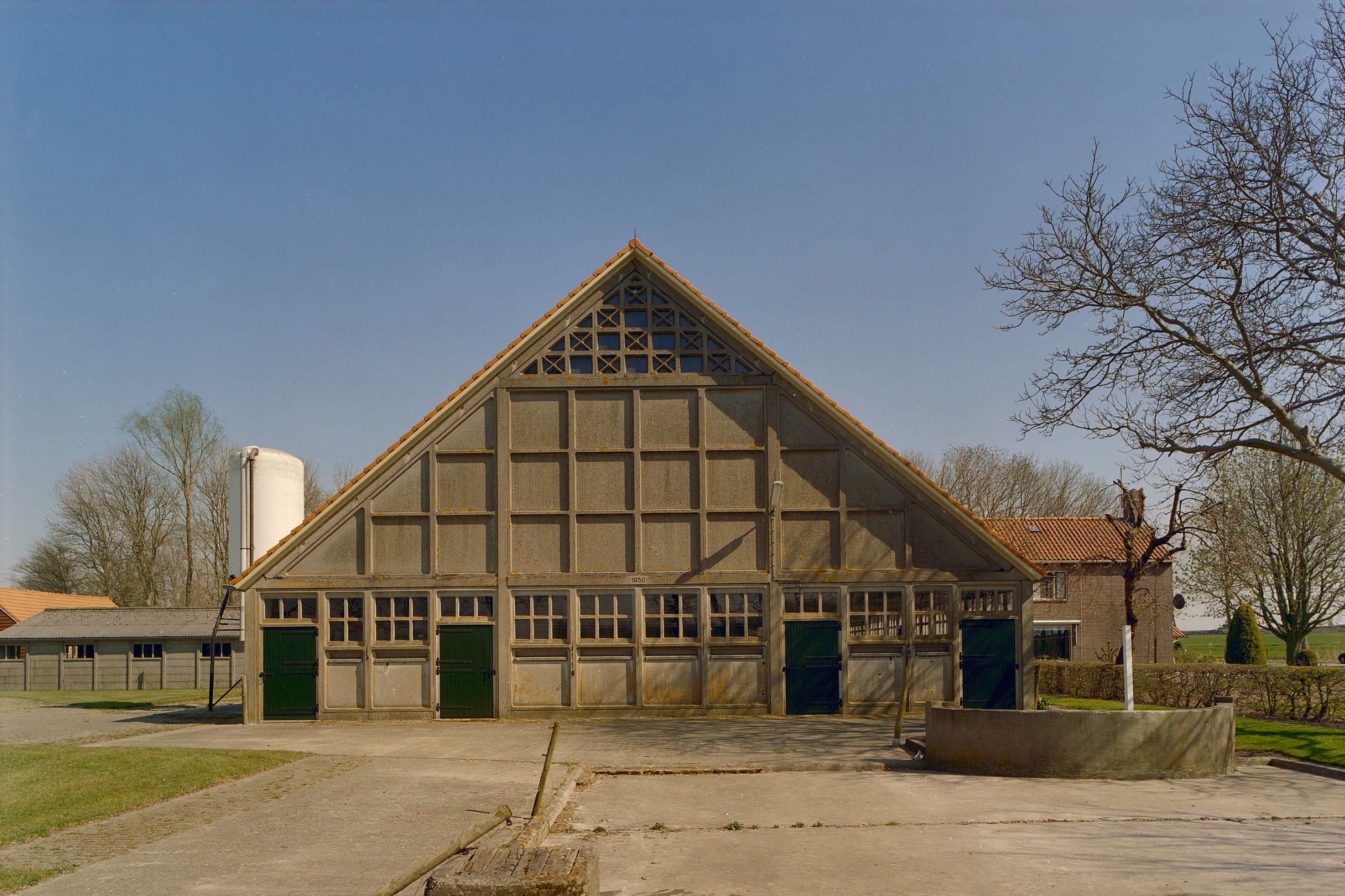
Schuur opgebouwd uit schokbeton elementen

Schokbeton is een voormalig Nederlands bedrijf waarvan het product ook soortnaam is geworden: een betonsoort die zekere voordelen biedt door het procedé en productie van prefab betonnen bouwelementen in een fabriek.

## Procedé
Schokbeton wordt gemaakt van een vochtig, niet vloeibaar mengsel van zand, cement en fijn grind, met een geringe hoeveelheid water. Het mengsel wordt zeer nauwkeurig samengesteld en zo homogeen mogelijk in mallen verdeeld. In een fabriek is dat veel beter mogelijk dan op een bouwplaats. Door de mal met inhoud te 'schokken' wordt het beton verdicht, waarna het verder chemisch kan uitharden. Het schokken houdt in dat de tafel waar de mal op ligt verticaal heen en weer wordt bewogen. Vooral bij het afremmen na het naar beneden vallen, wordt het beton in elkaar gedrukt. De verdichting treedt op zonder uittreden van water. Verdichting kan vanwege het gewicht van de prefab-elementen alleen machinaal worden uitgevoerd. De eerste machinale verdichtingsapparatuur voor betonelementenproductie werd gemaakt voor de firma Kranenburg uit Zwijndrecht.
Geproduceerde elementen behoeven door het procedé nauwelijks uithardingstijd in een mal of bekisting. Daardoor is snelle serieproductie mogelijk. Verder kunnen door het procedé elementen met een hoge sterkte en slanke afmetingen worden gemaakt, waarbij betere resultaten kunnen worden behaald dan door trillen.

## NV Schokbeton
De ontwikkelaar van schokbeton, Gerrit Lieve, deed zijn vinding toen hij een lading beton vervoerde in een kruiwagen met een kapot wiel. Hij bemerkte dat zijn vracht bij aankomst al was uitgehard. hij testte het principe van het procedé door te experimenteren met een kruiwagen waarvan hij het wiel had geprepareerd met een touw vol knopen. Hij reed daarmee over een plank, terwijl zich in de kuip een geringe massa metselspecie bevond. Door het schokken over de knopen verdichtte de specie zich vrijwel meteen. In 1932 vroeg hij octrooi aan voor het idee van betonverdichting door schokken. Lieve begon datzelfde jaar met compagnon M.E. Leeuwrik het bedrijf N.V. Schokbeton gevestigd te Kampen (stad) met een productiebedrijfje in het Zuid-Hollandse Zwijndrecht. Schokbeton maakte elementen voor de bovengrondse bouw; aan de andere kant van het insteekhaventje stond Schokindustrie, dat bijvoorbeeld rioolbuizen produceerde.
In 1940 verdween Leeuwrik uit het bedrijf, in 1944 overleed de geestelijke vader, Lieve.
In 1947 startte N.V. Schokbeton ook in Kampen, productie van betonelementen, mede in de verwachting van opdrachten voor de nieuwe IJsselmeerpolders. In 1951 volgde een nevenvestiging te Elburg (stad). Deze productiebedrijven fabriceerden betonelementen als ramen, skeletbouwelementen, kunststeen voor dorpels, plinten en trappen, tegels, trottoirbanden, schuttingen, daken, vloeren en elementen voor montagebouw. Tot de bouwwerken met de elementen van Schokbeton behoren onder meer ruim 900 montageschuren en 138 luchtwachttorens. Schokbeton werd mede in dit verband in 1946 voor de helft aandeelhouder in het systeembouwbedrijf NV Raatbouw, waarnaast in 1947 de oprichting van de eigen dochteronderneming NV Altro, een transport- en montagebedrijf (vanaf 1955 onder de naam TRAMOS), volgde.  
Eind 1952 werd de zetel van de nv verplaatst naar Zeist. In 1953 startte de productie van zogenoemde IPRO-keien, inhakende straatstenen. Ook zette in deze periode de internationalisatie in met een verkoopkantoor in Düsseldorf (1954) en een te Hasselt (België). In 1954 nam Schokbeton met aannemersbedrijf Zwolsman een belang in de Iboco, de Internationale Bouwcombinatie NV, die een controlerend belang had in de Canadian Schokbeton Ltd. Verder waren er midden jaren '50 licentienemers in Denemarken, Zweden, Pakistan en India. In 1956 volgden productiebedrijven met lokale partners in Accra en de Structural Concrete Products Corporation te Puerto Rico. 
Vanaf 1962 is de merknaam Schokbeton in handen van de firma Schokbeton Québec Inc. te Saint-Eustache, een voorstad van Montreal, gelegen in het westen van de provincie Quebec, Canada. Tot jaren zestig ging het goed, in 1960 werd nog een vestiging te Vianen (Utrecht) geopend. Maar er trad een teruggang op, er volgden inkrimpingen en sluitingen van de vestigingen te Elburg (1972) en Vianen (1979). De Overzeese Gas- en Elektriciteitsmaatschappij N.V. verkreeg een meerderheidsbelang maar deed dat in 1981 over aan de ENCI waarbij fusie met Enci-dochter Spanbeton volgde en de zetel van het fusiebedrijf - dat verder ging onder de naam Schokbeton - verplaatst werd naar Koudekerk aan den Rijn. Sinds 1997 maakte Schokbeton deel uit van de Voorbij Groep. In 2006 nam de Belgische betonfabrikant Loveld de complete fabriek te Zwijndrecht over, in 2015 volgde een faillissement.

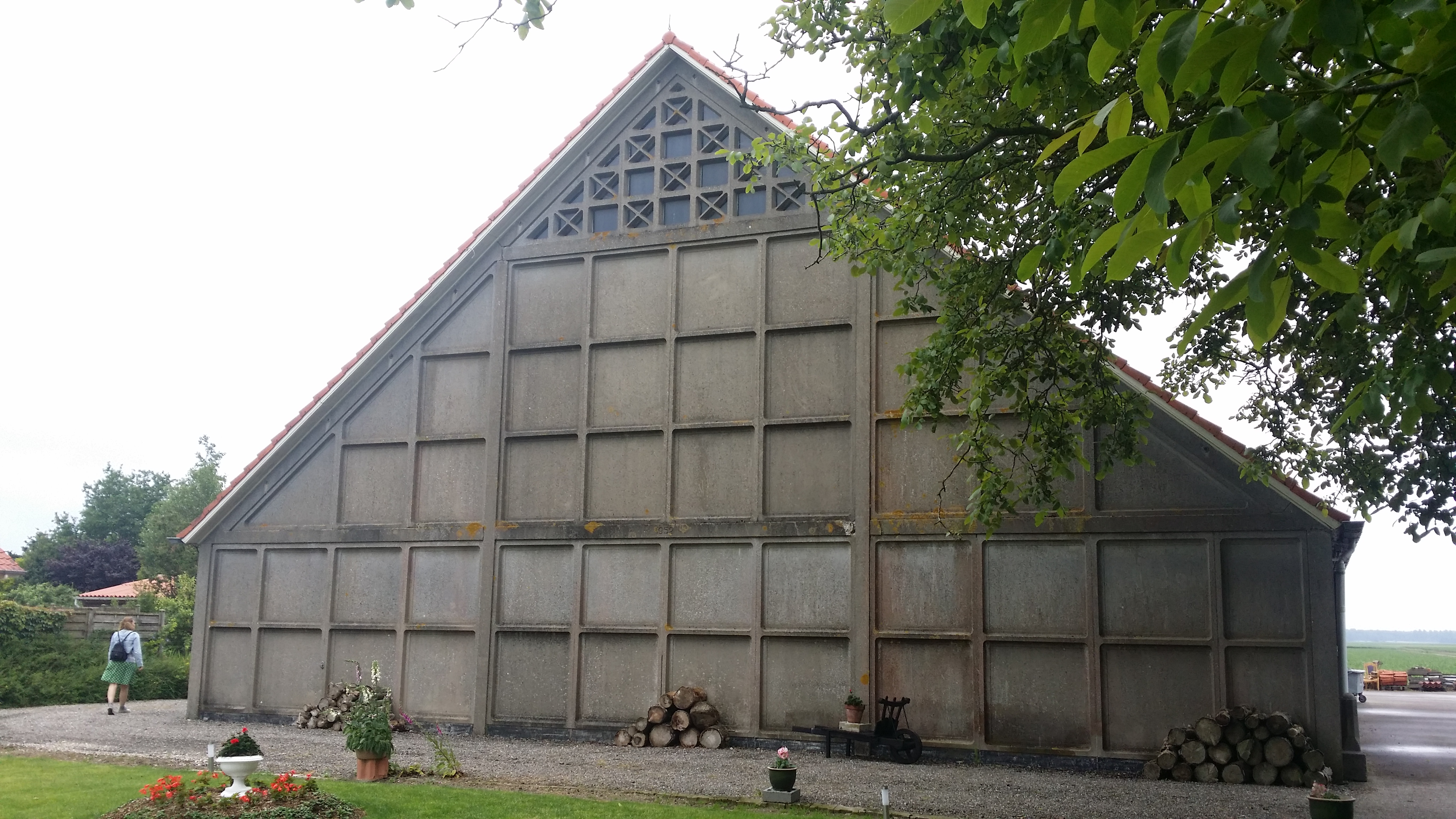
Montageschuur
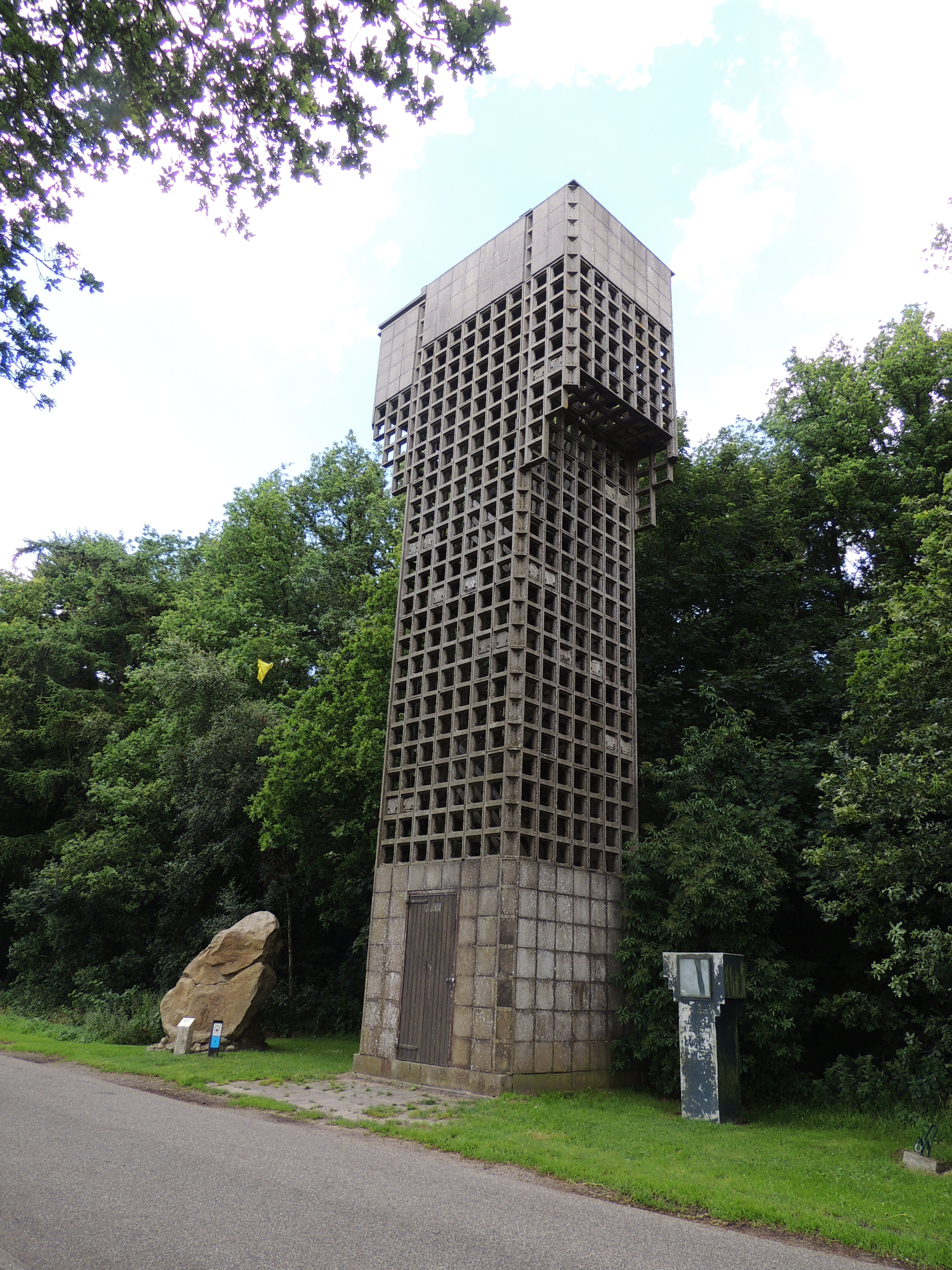
Luchtwachttoren